# 代頓 (印第安納州)
代頓（英語：Dayton）是一個位於美國印地安納州蒂珀卡努縣的城鎮。

## 人口
根據2010年美國人口普查的數據，代頓的面積為2.96平方千米，當中陸地面積為2.96平方千米，而水域面積為0.00平方千米。當地共有人口1,420人，而人口密度為每平方千米480人。